# Ehaccp
Az eHACCP jelentése: elektronikus vagy online HACCP rendszer naplózás. 
Az élelmiszeipari vállalkozók számára 852/2004 EK rendelet értelmében kötelező HACCP rendszer üzemeltetése, melynek részeként adminisztrálniuk/naplózniuk kell a kritikus pontokon történő ellenőrzéseket, intézkedéseket.
Az eHACCP jelentősége, hogy az eddig papír alapú naplózásra egy olcsóbb, kezelhetőbb és gyorsabb alternatívát kínál:
http://www.okoshaccp.hu
http://www.ehaccp.hu